# Gammarus maroccanus
Gammarus maroccanus is een vlokreeftensoort uit de familie van de Gammaridae. De wetenschappelijke naam van de soort is voor het eerst geldig gepubliceerd in 2001 door Fadil & Dakki. 